# Lillsjön (Vilhelmina socken, Lappland, 716195-156126)
Lillsjön är en sjö i Vilhelmina kommun i Lappland och ingår i Ångermanälvens huvudavrinningsområde. Sjön har en area på 0,161 kvadratkilometer och ligger 397,9 meter över havet.

## Delavrinningsområde
Lillsjön ingår i det delavrinningsområde (716197-156017) som SMHI kallar för Utloppet av Rissjön. Medelhöjden är 406 meter över havet och ytan är 10,56 kvadratkilometer. Räknas de 20 avrinningsområdena uppströms in blir den ackumulerade arean 300,74 kvadratkilometer. Risån som avvattnar avrinningsområdet har biflödesordning 3, vilket innebär att vattnet flödar genom totalt 3 vattendrag innan det når havet efter 299 kilometer. Avrinningsområdet består mestadels av skog (61 procent) och sankmarker (27 procent). Avrinningsområdet har 0,69 kvadratkilometer vattenytor vilket ger det en sjöprocent på 6,5 procent.